# Inverness Castle
Inverness Castle (schottisch-gälisch: Caisteal Inbhir Nis) ist eine Höhenburg auf einer Klippe über dem Fluss Ness in der Stadt Inverness in der schottischen Council Area Highland. Das heute zu sehende Gebäude aus rotem Sandstein baute 1836 der Architekt William Burn an der Stelle einer Festung aus dem 11. Jahrhundert. Heute ist dort der Sheriff Court von Inverness untergebracht. Viele Jahrhunderte lang gab es an dieser Stelle eine Burg. Die Burg selbst ist zurzeit nicht öffentlich zugänglich, aber eine Initiative hat kürzlich zur Gründung einer Arbeitsgruppe geführt, die prüft, inwieweit dies künftig möglich sein wird. Im April 2017 wurde der Nordturm als Aussichtspunkt für die Öffentlichkeit zugänglich gemacht. Es konnten nur dieser Turm und das Burggelände besichtigt werden.
Inverness Castle ist als Denkmal der höchsten Kategorie A klassifiziert.

## Geschichte

### Mittelalter

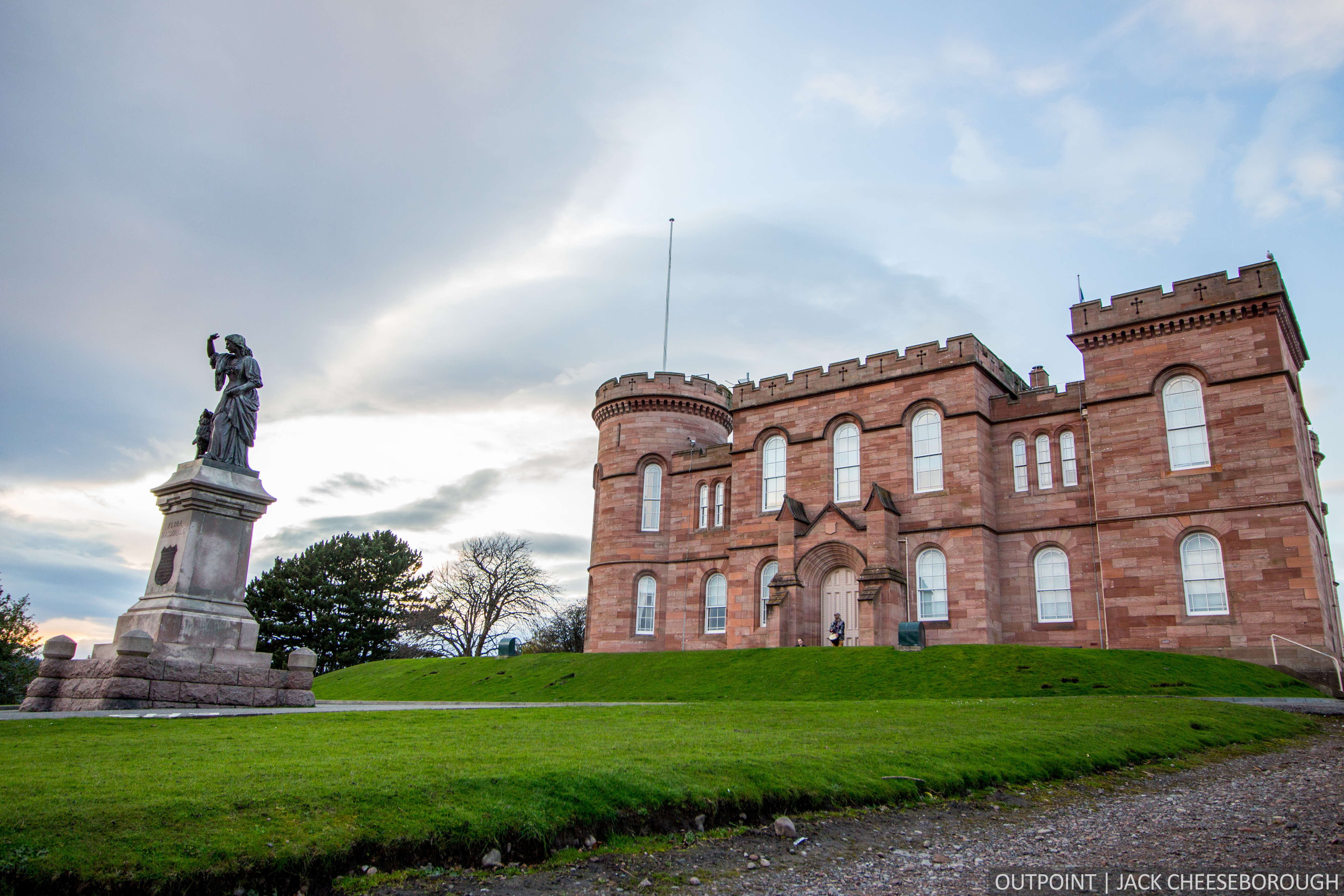
Inverness Castle 2016

Seit 1057 gab es nacheinander etliche Burgen an dieser Stelle. Die erste Burg an dieser Stelle soll König Malcolm III. gebaut haben lassen, nachdem er die Burg, in der König Macbeth Malcolms Vater, Duncan I., laut einer sehr viel später entstandenen Sage ermordete und die auf einem Hügel etwa 1 km nordöstlich stand, bis auf die Grundmauern niederreißen ließ. Bei seinem Vorstoß nach Nordschottland während des Ersten Schottischen Unabhängigkeitskriegs bis Sommer 1308 eroberte König Robert the Bruce die Burg. Die Besatzung musste sich aufgrund Wassermangels ergeben, wurde aber getötet. Anschließend ließ Bruce die Burg zerstören.
1428 versammelte König Jakob I. fünfzig Clan Chiefs zu einer Konferenz auf Inverness Castle, um die Highlander zur Raison zu bringen. Aber „als das Parlament sich gesetzt hatte, wurde einer nach dem anderen auf Befehl des Königs gefangengenommen, in Eisen geschlagen und in verschiedenen Zellen eingesperrt, sodass sie keinen Kontakt untereinander oder zu ihren Gefolgsleuten hatten“. Mehrere Chiefs wurden auf der Stelle hingerichtet. Unter den Inhaftierten waren auch Alexander, 3. Lord of the Isles, und seine Mutter, Mary Leslie, 9. Countess of Ross. Lord Alexander musste 12 Monate im Gefängnis verbringen; nach seiner Freilassung kehrte er aber mit 10.000 Mann nach Inverness zurück und brannte die Stadt nieder, konnte die Burg aber nicht einnehmen.
Während des Überfalls auf Ross 1491 wurde die Burg eingenommen.

### Maria Stuart

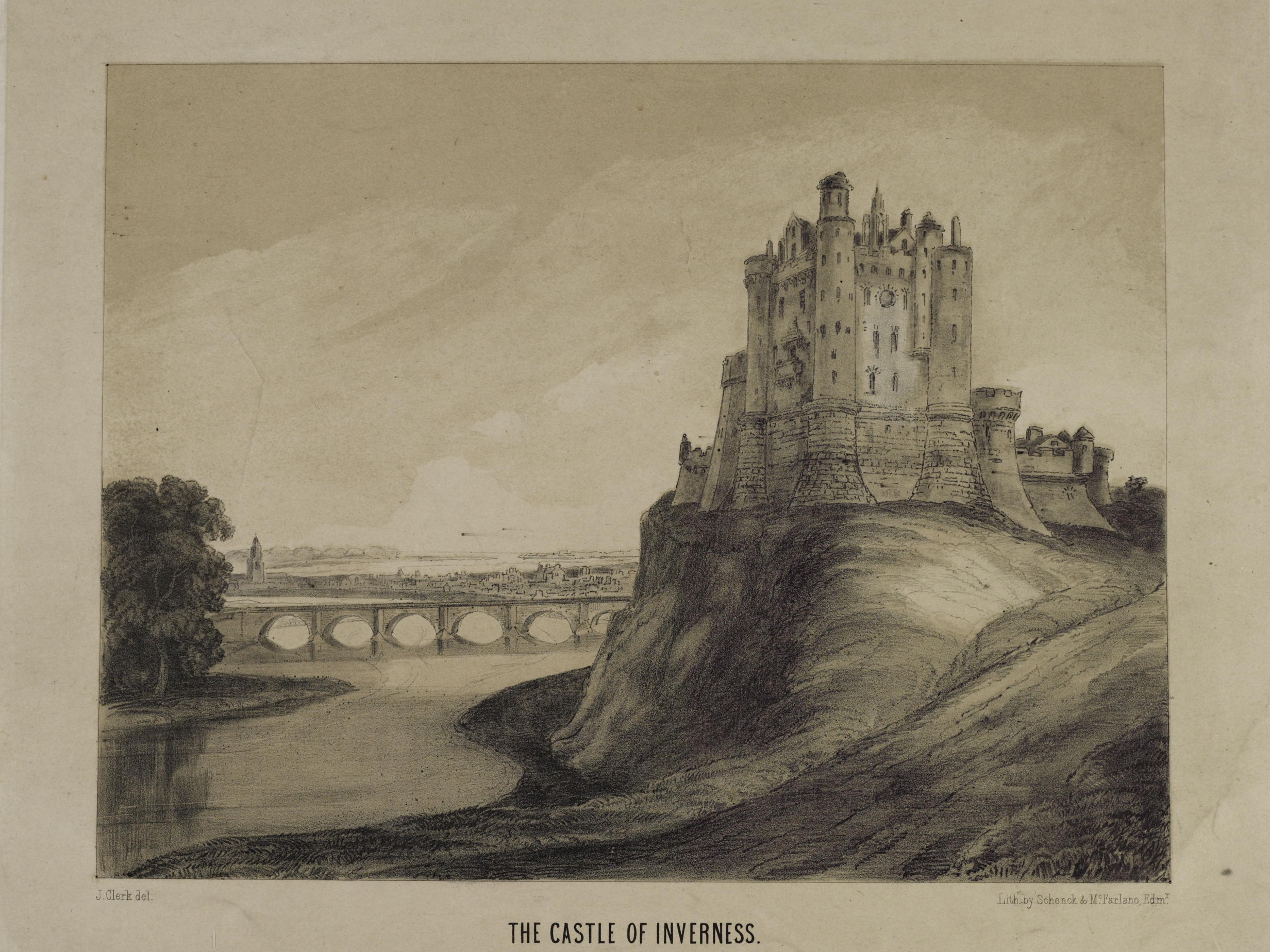
Zeichnung des historischen Inverness Castle

1548 ließ George Gordon, 4. Earl of Huntly (1514–1562), eine weitere Burg mit Turm an dieser Stelle fertigstellen. Er war Konstabler der Burg bis 1562. Später wurde diese Burg vom Clan Munro und vom Clan Fraser eingenommen, die Maria Stuart während der Belagerung von Inverness 1562 unterstützten. Robert Mor Munro, 15. Baron of Foulis, der Clanchef der Munros, war ein strammer Unterstützer und treuer Freund von Maria Stuart und wurde folglich von ihrem Sohn, König Jakob VI. zuvorkommend behandelt.
George Buchanan gibt an, dass, als die unglückliche Prinzessin 1562 nach Inverness kam und die Tore der Burg ihr vor der Nase zugeschlagen wurden, „eine große Zahl der edelsten Schotten um sie herum eindrangen, als sie von der Gefahr für ihre Souveränin hörten, insbesondere die Frasers und die Munros, die zu den tapfersten der Clans zählten, die jenes Land im Norden bewohnten“. Diese beiden Clans nahmen Inverness Castle, das der Königin die Aufnahme verweigert hatte, für sie ein. Die Königin ließ später den Gouverneur, einen Gordon, der ihr den Eintritt verwehrt hatte, hängen.
George Buchanans Worte lauten im Original:

“Audito Principis periculo magna Priscorun Scotorum multitudo partim excita partim sua spoute afferit, imprimis Fraserie et Munoroii hominum fortissimorum in illis gentibus familiae.”

## Weitere Belagerungen
Inverness Castle wurde noch öfter belagert, so 1562, 1649, 1650, 1715 und 1746.

## Neubau
Das heutige Inverness Castle wurde 1836 an Stelle des ursprünglichen errichtet. Zur Verbesserung des Komforts wurden später Anschlüsse für Gas, Elektrizität und Wasser eingebaut.

## 50-£-Noten
Ein Bild der Burg sieht man auf der Rückseite der 50-£-Note, die die Royal Bank of Scotland ab 2005 herausgegeben hat.